# 萨尔茨堡主教宫

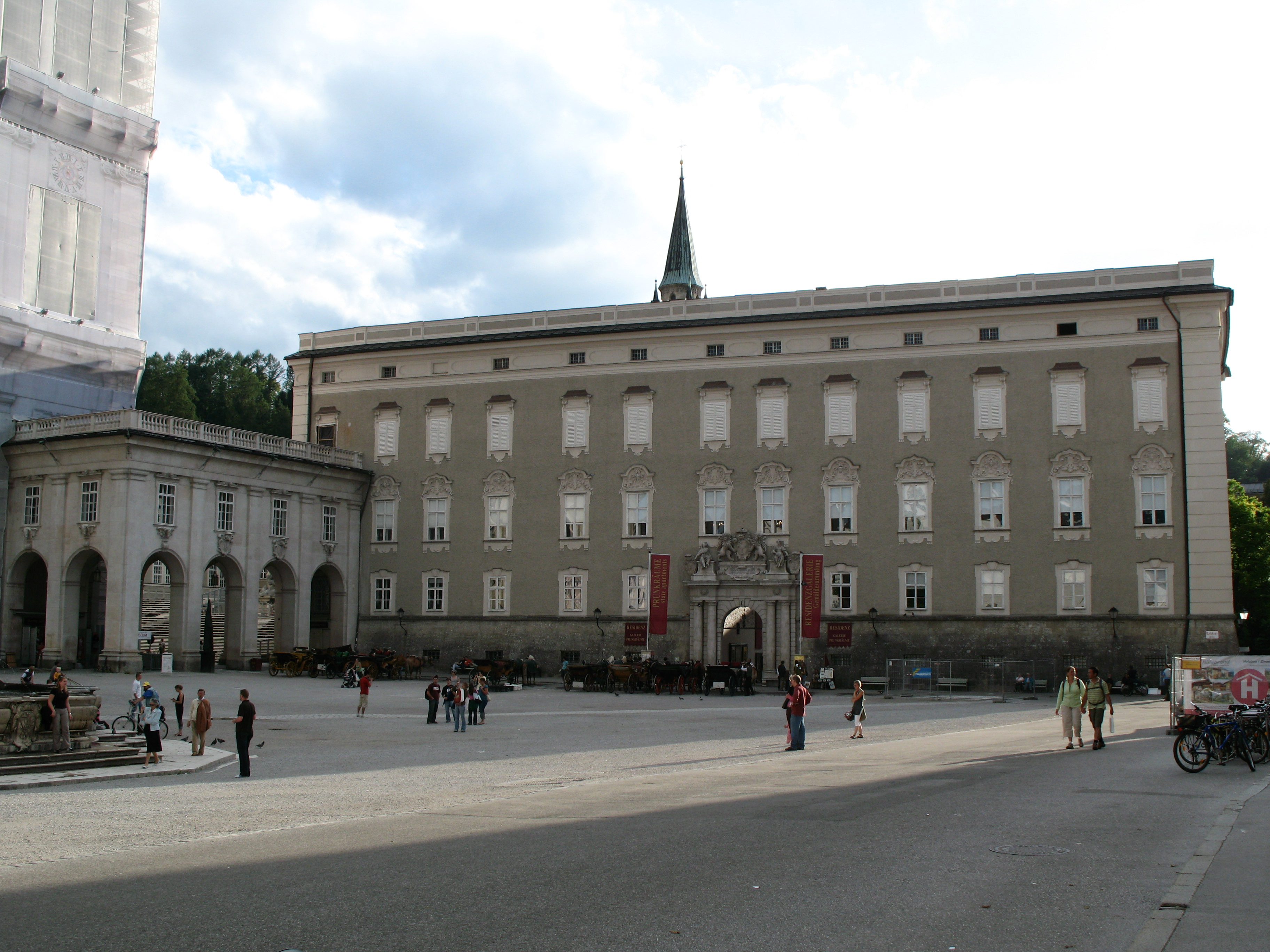
萨尔茨堡主教宫

萨尔茨堡主教宫（Salzburger Residenz）是萨尔茨堡总主教在萨尔茨堡老城内的城市宫殿，周围分别是主教座堂广场（Domplatz）、主教宫广场（Residenzplatz）和西格蒙德-哈夫纳巷（Sigmund-Haffner-Gasse）。 
这座豪华的宫殿最初建于1120年，由沃尔夫总主教重建于15到16世纪。 
萨尔茨堡主教宫内内现在设有美术馆，展出16到18世纪，以及19世纪奥地利绘画。